# Elisabeth Weddige-Tedsen
Elisabeth Petronella Weddige-Tedsen (Amsterdam, 18 februari 1864 – aldaar, 19 juli 1971) was vanaf 10 juni 1970 de oudste inwoner van Nederland, na het overlijden van Cornelis Bredijk. Zij heeft deze titel 1 jaar en 39 dagen gedragen.
Weddige-Tedsen overleed op de leeftijd van 107 jaar en 151 dagen. Haar opvolger was Elisabeth van der Burg-Leusveld.